# Garbage
Garbage é uma banda estadunidense formada na cidade de Madison, em 1994. Constituída por Shirley Manson, Butch Vig, Steve Marker e Duke Erikson, o grupo tem seis álbuns de estúdio e já vendeu mais de 25 milhões de discos.

## História
Bem antes de se iniciar o Garbage, três de seus integrantes já tinham uma vasta experiência com música. Butch Vig, o baterista, teve a maior notoriedade no meio sendo produtor de álbuns como Nevermind (Nirvana), Siamese Dream (Smashing Pumpkins) e Dirty (Sonic Youth). Steve Marker também era produtor, sendo amigo de Vig desde os tempos de faculdade e ajudando-o em seu estabelecimento de Madison, Wisconsin, Smart Studios, e Duke Erikson tocou com Vig na banda Spooner.
Em 1993, os três se encontravam algumas vezes para trabalharem em remixes de U2, Nine Inch Nails e Depeche Mode. Depois de um tempo, eles começaram a compor juntos, gravando efeitos e dando ideias novas para um novo som. Um amigo de Butch, ao ouvir as demos do projeto, disse que aquela música parecia lixo, e foi aí que ele resolveu batizar seu projeto de Garbage ("lixo" em inglês")

### 1994-1996: A formação do Garbage
Nenhum dos integrantes queria cantar no Garbage - mesmo Erikson, que tinha experiência de vocalista, mas temia que isso levasse a um som muito parecido com o do Spooner. Em 1994, Marker viu na MTV o clipe "Suffocate Me", da banda Angelfish, e resolveu convidar a cantora de tal banda, Shirley Manson, para cantar algumas canções em Madison.
O primeiro teste de Manson foi mal-sucedido, e ela voltou para o Angelfish. Quando o grupo acabou, Manson resolveu testar de novo, e foi aceita. Já como nova vocalista do Garbage, começou a escrever letras e retrabalhar as músicas que Marker, Vig e Erikson já tinham composto. Assim, depois de muitos ensaios e letras sendo re-escritas por Shirley, o repertório do primeiro álbum estava pronto. Depois de mandar demos anônimas para evitarem ser contratados só pelo passado de Vig, assinaram contrato com a Mushroom Records UK (exceto nos Estados Unidos). Entretanto, o lançamento do disco foi demorado. Primeiro, a banda resolveu lançar alguns singles de edições limitadas, sendo o primeiro dele da música "Vow", que vinha numa caixa de metal. O sucesso do single levou a um contrato com a Almo Sounds nos EUA.
Em seguida, lançaram "Queer" uma das canções mais desafiadoras da banda. A mesma passou a ter destaque na midia, inicialmente Butch Vig era quem ganhava mais atenção (pelo seu trabalho como produtor), mas logo o carisma e a figura de Shirley Manson se colocaram a frente e ela passou a se tornar a figura central da banda. O álbum de estreia, chamado apenas de Garbage foi finalmente lançado no final de 1995. O disco foi imediatamente aclamado pela criticas tendo os singles "Only Happy When It Rains", "Stupid Girl" e "Milk" que aos poucos foram conquistando o público.
O som do álbum  mesclava rock com elementos de música eletrônica, o que até hoje, é uma marca registrada da banda.
O disco atingiu a marca de 3 milhões de cópias vendidas (sendo 1 milhão apenas nos EUA) e depois de uma bem sucedida turnê, o Garbage resolveu dar um tempo para depois voltar em estúdio e começar as gravações de seu segundo álbum.

### 1997-2000: Version 2.0.
Como os três produtores são muito perfeccionistas, novamente o álbum demorou para sair, sendo lançado em 1998 sob o título Version 2.0. À exceção da voz de Shirley, todo o restante desse disco foi gravado por meios eletrônicos e, posteriormente, os músicos tiveram que fazer o caminho inverso: aprender a tocar as músicas ao vivo como seus respectivos instrumentos. O single de "Push It" chegou a fazer parte da trilha sonora de vários filmes, como o famoso Segundas Intenções. Outras músicas como "I Think I'm Paranoid", "Special", "When I Grow Up", que fez parte da trilha sonora do filme O Paizão e "You Look So Fine" também fizeram sucesso, servindo para atestar a capacidade do grupo, que colocara no mercado uma continuação do Garbage, mas aperfeiçoada, afinada e muito mais rápida. O álbum foi um marco que acabou ganhando discos de ouro e platina, fora as já esperadas indicações para os prêmios musicais existentes. Version 2.0 foi um dos dez discos mais vendidos no mundo em 1998,e ainda foi indicado para dois Grammy Awards.
Eles acabaram fazendo mais uma grande turne que durou 1 ano e meio passando por vários países, entre eles Austrália, África do Sul, América, Portugal e Inglaterra. Em Londres, eles gravam a música-tema do 19º filme de James Bond, The World Is Not Enough (1999). Após a gravação de "The World Is Not Enough" e ao final da turnê de Version 2.0, a banda resolveu se retirar e começar a preparação para o terceiro álbum.

### 2001-2003: Beautifulgarbage
Em Setembro de 2001, o Garbage lança Beautifulgarbage, seu terceiro disco e o mais pop da carreira do grupo. Foi o primeiro disco pela Universal Music Group (que comprara a Almo Sounds em 2001), no selo Interscope. O álbum em si é o mais sofisticado e "doce" para se ouvir. O primeiro single lançado foi "Androgyny" que repercutiu bem até então para logo depois lançarem "Shut Your Mouth" e "Cherry Lips (Go Baby Go)". Apesar disso, o álbum não foi muito bem aceito pelo fãs e critica, visto que, a banda se tornou mais pop do que rock, tendo as vendas baixas e os singles não repercutiram como esperado. Isso acabou levando a banda a uma crise e o futuro do Garbage parecia incerto.
Mesmo assim, eles resolveram fazer mais uma turnê e durante a mesma, Butch Vig descobriu ter contraído Hepatite A, sendo obrigado a ficar semanas repousando em casa. Durante esse tempo, ele passou escrevendo para a página oficial do grupo na internet, enquanto era substituído por Matt Chamberlain, que havia trabalhado com o grupo em Beautifulgarbage.

### 2004-2006: Bleed Like Me
Em 2004, a banda iniciou a gravação do seu quarto álbum, desta vez priorizando que produzisse o som da banda ao vivo. Mas o processo foi problemático, devido ao mau momento pessoal de Manson, que passava por um divórcio e diversos questionamentos. A tensão entre os integrantes sobre o direcionamento do álbum foi tão tensa que Vig resolveu abandonar as gravações e o Garbage se dissolveu nesse período. No entanto, a poeira baixou e os integrantes se reuniram novamente retomando as gravações do álbum intitulado Bleed Like Me.
Lançado em abril de 2005, foi a primeira vez que o Garbage contava com um produtor de estúdio, John King. O disco retoma o vigor e o entusiasmo dos primeiros discos da banda, tendo mais guitarras e melodias pesadas e colocando os efeitos eletrônicos em segundo plano. A critica adorou e os fãs também, trazendo de volta um Garbage mais pesado e melhorado e uma nova turnê foi feita, passando novamente por vários países e tocando em Glastonbury, fazendo um show histórico, onde Shirley acaba pegando uma boneca inflável e deitando sobre ela em pleno palco.
Esse álbum teve hits contagiantes como "Why Do You Love Me?", "Bleed Like Me", "Bad Boyfriend", "Run Baby Run" e "Sex Is Not The Enemy". É o disco do Garbage com melhor posição na Billboard 200, estreando em quarto lugar.
Após a turnê de Bleed Like Me, a banda decidiu entrar em hiato. Em 2007, voltaram ao estúdio para trabalhar na  coletânea  Absolute Garbage, que incluía uma nova canção, "Tell Me Where It Hurts".

### 2011-presente: Not Your Kind Of People
Em Fevereiro de 2010,  Manson confirmou em seu perfil oficial do Facebook que ela passou uma semana no estúdio com o resto do Garbage. Em Outubro do mesmo ano, foi confirmado que a banda preparava seu quinto álbum de estúdio - que seria gravado em Los Angeles após o fechamento de Smart Studios em maio de 2010. Not Your Kind of People foi produzido independentemente, e lançado pelo selo próprio STUNVOLUME (com a distribuição internacional de entre outras a Cooperative Music) em maio de 2012.

## Integrantes
- Shirley Manson - vocal, guitarra - (1994 - presente)
- Steve Marker - guitarra - (1994 - presente)
- Duke Erikson - guitarra, baixo, teclados, percussão - (1994 - presente)
- Butch Vig - bateria - (1994 - presente)

Membros de turnê :
- Daniel Shulman - baixo
- Eric Avery – baixo (turnê de Bleed Like Me)
- Matt Chamberlain - bateria (turnê de beautifulgarbage)
- Matt Walker - bateria  (turnê de beautifulgarbage e Bleed Like Me)

## Discografia

### Álbuns de estúdio
- Garbage (1995)
- Version 2.0 (1998)
- beautifulgarbage (2001)
- Bleed Like Me (2005)
- Not Your Kind of People (2012)
- Strange Little Birds (2016)
- No Gods No Masters (2021)

### Compilações
- Absolute Garbage (2007)
- The Absolute Collection (2012)

### EP
- Special Collection (2002)

### Compactos
| Ano  | Canção/Single                    | UK  | IRL | GER | U.S. Hot 100 | U.S. Hot 100 Airplay | U.S. Modern Rock | U.S. Hot Dance | AUS | ISR | U.W.C. |
| ---- | -------------------------------- | --- | --- | --- | ------------ | -------------------- | ---------------- | -------------- | --- | --- | ------ |
| 1995 | "Vow"                            | 138 | -   | -   | 97           | -                    | 26               | -              | 32  | -   | -      |
| 1995 | "Subhuman"                       | 50  | -   | -   | -            | -                    | -                | -              | -   | -   | -      |
| 1995 | "Only Happy When It Rains"       | 29  | -   | -   | 55           | -                    | 16               | -              | 80  | -   | -      |
| 1995 | "Queer"                          | 13  | -   | -   | -            | 57                   | 12               | -              | 55  | -   | -      |
| 1996 | "Stupid Girl"                    | 4   | 16  | -   | 24           | -                    | 2                | 5              | 47  | -   | -      |
| 1996 | "Milk"                           | 10  | -   | -   | 106          | -                    | -                | -              | 44  | -   | -      |
| 1996 | "#1 Crush"                       | -   | -   | -   | -            | 29                   | 1                | -              | -   | -   | -      |
| 1998 | "Push It"                        | 9   | 26  | 88  | 52           | -                    | 5                | 5              | 31  | -   | -      |
| 1998 | "I Think I'm Paranoid"           | 9   | -   | 98  | -            | -                    | 6                | -              | 57  | -   | -      |
| 1998 | "Special"                        | 15  | -   | -   | 52           | 42                   | 11               | 10             | 54  | -   | -      |
| 1999 | "The Trick Is to Keep Breathing" | -   | -   | -   | -            | -                    | -                | -              | -   | -   | -      |
| 1999 | "When I Grow Up"                 | 9   | 28  | -   | -            | -                    | 23               | 4              | 22  | -   | -      |
| 1999 | "You Look So Fine"               | 19  | -   | -   | -            | -                    | -                | -              | -   | -   | -      |
| 1999 | "The World Is Not Enough"        | 11  | 30  | 38  | -            | -                    | -                | -              | -   | 23  | 15     |
| 2001 | "Androgyny"                      | 24  | -   | 93  | -            | -                    | -                | -              | 21  | -   | -      |
| 2002 | "Cherry Lips (Go Baby Go!)"      | 22  | 27  | -   | -            | -                    | -                | -              | 7   | 28  | 23     |
| 2002 | "Breaking Up the Girl"           | 27  | -   | -   | -            | -                    | -                | -              | 19  | -   | -      |
| 2002 | "Shut Your Mouth"                | 20  | -   | -   | -            | -                    | -                | -              | 74  | 26  | -      |
| 2005 | "Why Do You Love Me"             | 7   | 27  | 63  | 94           | -                    | 8                | -              | 19  | 5   | -      |
| 2005 | "Bleed Like Me"                  | -   | -   | -   | -            | -                    | 27               | 6              | -   | 13  | -      |
| 2005 | "Sex Is Not the Enemy"           | 24  | -   | -   | -            | -                    | -                | -              | -   | -   | -      |
| 2005 | "Run Baby Run"                   | -   | -   | -   | -            | -                    | -                | -              | 47  | 28  | -      |
| 2007 | "Tell Me Where It Hurts"         | 40  | -   | -   | -            | -                    | -                | -              | -   | -   | -      |
| 2012 | "Blood for Poppies"              | -   | -   | -   | -            | -                    | 17               | -              | -   | -   | -      |
| 2012 | "Battle In Me"                   | -   | -   | -   | -            | -                    | -                | -              | -   | -   | -      |